# Thenea
Thenea is een geslacht van sponsdieren uit de klasse van de Demospongiae (gewone sponzen).

## Soorten
- Thenea abyssorum Koltun, 1964
- Thenea andamanensis Dendy & Burton, 1926
- Thenea bojeadori Lendenfeld, 1907
- Thenea calyx Thiele, 1898
- Thenea centrotyla Lendenfeld, 1907
- Thenea compacta Thiele, 1898
- Thenea compressa Thiele, 1898
- Thenea corallophila Dendy & Burton, 1926
- Thenea delicata Sollas, 1886
- Thenea echinata (Verrill, 1874)
- Thenea fenestrata (Schmidt, 1880)
- Thenea grayi Sollas, 1886
- Thenea hemisphaerica Thiele, 1898
- Thenea irregularis Thiele, 1898
- Thenea lamelliformis Wilson, 1904
- Thenea levis Lendenfeld, 1907
- Thenea malindiae Lendenfeld, 1907
- Thenea megaspina Lendenfeld, 1907
- Thenea megastrella Lendenfeld, 1907
- Thenea mesotriaena Lendenfeld, 1907
- Thenea microclada Lendenfeld, 1907
- Thenea microspina Lendenfeld, 1907
- Thenea microspirastra Lévi & Lévi, 1983
- Thenea multiformis Lendenfeld, 1907
- Thenea muricata (Bowerbank, 1858)
- Thenea nicobarensis Lendenfeld, 1907
- Thenea novaezealandiae Bergquist, 1961
- Thenea nucula Thiele, 1898
- Thenea pendula Lendenfeld, 1907
- Thenea pyriformis Wilson, 1904
- Thenea rotunda Lendenfeld, 1907
- Thenea schmidtii Sollas, 1886
- Thenea shimodensis Hoshino, 1982
- Thenea tyla Lendenfeld, 1907
- Thenea valdiviae Lendenfeld, 1907
- Thenea wrightii Sollas, 1886
- Thenea wilsoni Van Soest & Hooper, 2020
- Thenea wyvillei Sollas, 1886

Niet geaccepteerde soorten:
- Thenea echinata Wilson, 1904 → Thenea wilsoni Van Soest & Hooper, 2020
- Thenea intermedia → Thenea muricata (Bowerbank, 1858)
- Thenea schmidti → Thenea schmidtii Sollas, 1886
- Thenea wallichii → Thenea muricata (Bowerbank, 1858)
- Thenea wrighti → Thenea wrightii Sollas, 1886